# Tom Amandes
Tom Amandes (Chicago, 9 maart 1959) is een Amerikaans acteur en filmregisseur.
Amandes is het bekendst van zijn rol als dr. Harold Abbott in de televisieserie Everwood, waarin hij in 89 afleveringen speelde (2002-2006).

## Biografie
Amandes werd geboren in Chicago in een gezin van elf kinderen, en groeide op in Richmond (Illinois) en Crystal Lake (Illinois).  Hij begon op jonge leeftijd met acteren in toneelvoorstellingen op school. Amandes doorliep de high school aan de Crystal Lake Central High School in Crystal Lake. Hierna studeerde hij af aan The Goodman School of Drama, een onderdeel van de DePaul University in Chicago. Na het behalen van zijn diploma begon hij met het acteren in lokale theaters aldaar.
Amandes was van 1981 tot en met 1993 getrouwd , waaruit hij twee kinderen kreeg. In 1996 trouwde hij opnieuw waaruit hij één kind kreeg, en woont nu met zijn gezin in Los Angeles.

## Filmografie

### Films
Uitgezonderd korte films.
- 2018 A Million Little Pieces - als dr. Baker
- 2017 The Bachelors - als Davis Wilkes
- 2017 A Neighbor's Deception - als Gerald Dixon
- 2013 Saving Lincoln – als Abraham Lincoln
- 2011 Lucky – als Jonathan
- 2009 This Might Hurt – als Dr. Mitch Malinow
- 2006 Bonneville – als Bill Packard
- 2005 Dirty Deeds – als adjunct-directeur Fuchs
- 2002 Live from Baghdad – als Joe Erlichman
- 2001 When Good Ghouls Go Bad – als James Walker
- 1999 If You Believe – als Thom Weller
- 1999 Brokedown Palace – als Doug Davis
- 1999 Down Will Come Baby – als Marcus Garr
- 1998 Billboard Dad – als Maxwell Tyler
- 1998 Second Chances – als Ben Taylor
- 1996 The Long Kiss Goodnight – als Hal
- 1995 If Someone Had Known – als Paul Chambers
- 1994 Because Mommy Works – als Eric Donovan
- 1992 Overexposed – als assistant-officier van justitie Mallery
- 1992 Straight Talk – als ober

### Televisieseries
Uitgezonderd eenmalige gastrollen.
- 2023 Perry Mason - als rechter Durkin - 5 afl.
- 2022 The Terminal List - als Vic Campbell - 2 afl.
- 2022 Promised Land - als O.M. Honeycroft - 7 afl.
- 2021 Edith! - als Robert Lansing - 5 afl.
- 2012-2017 Scandal – als gouverneur Samuel Reston – 7 afl.
- 2016-2018 The Magicians - als Daniel Quinn - 3 afl.
- 2016-2017 Arrow - als Noah Kuttler - 5 afl.
- 2016 The Detour - als dr. Rob - 3 afl.
- 2015 Chicago Fire - als rechercheur Ryan Wheeler - 3 afl.
- 2015 Revenge - als Lawrence Stamberg - 2 afl.
- 2010-2014 Parenthood – als dr. Pelikan – 11 afl.
- 2013 Don't Trust the B---- in Apartment 23 – als mr. Harkin – 2 afl.
- 2010 Big Love – als Roy Colburn – 3 afl.
- 2009 Eastwick – als pastor Dunn – 2 afl.
- 2008-2009 Eli Stone – als Martin Posner – 11 afl.
- 2008 Boston Legal – als A.A.G. Jeremy Hollis – 2 afl.
- 2002-2006 Everwood – als dr. Harold Abbott – 89 afl.
- 1999-2002 JAG – als commandant John Flagler – 3 afl.
- 2001-2002 The Guardian – als dr. Thomas Reed – 4 afl.
- 2001 Spin City – als Julian Wheeler – 3 afl.
- 1998 Seven Days – als generaal Wayne Starker – 2 afl.
- 1998 From the Earth to the Moon – als Jack Schmidt – 2 afl.
- 1996-1997 Promised Land – als Fred Mooster – 2 afl.
- 1995 The Pursuit of Happines – als Steve Rutledge – 7 afl.
- 1995 Sisters – als Martin – 2 afl.
- 1993-1994 The Untouchables – als Eliot Ness – 44 afl.

### Filmregisseur
- 2011-2012 Dokter Hart – televisieserie – 2 afl.
- 2009 Brothers & Sisters – televisieserie – 1 afl.
- 2005 Everwood – televisieserie – 2 afl.

- International Standard Name Identifier: 0000 0000 3203 3262
- Library of Congress Control Number: n96039815
- Virtual International Authority File: 70656013
- WorldCat: E39PBJyt39HtVMx8jXdwFvVpyd